# Paul Challemel-Lacour
Paul-Amand Challemel-Lacour, né à Avranches le 19 mai 1827 et mort à Paris (8e) le 26 octobre 1896, est un homme d'État français, président du Sénat sous la IIIe République de 1893 à 1896. Préfet Du Rhône en 1870.

## Famille
La famille Challemel est une très vieille famille bourgeoise, connue depuis le XVe siècle à Magny-le-Désert (Orne), où elle a donné son nom au lieu-dit « la Cour Chalmel » (une terre lui ayant appartenu), et plus généralement dans la région de La Ferté Macé. Plusieurs de ses membres y ont exercé, notamment, les charges de notaire (en 1499) ou tabellion royal, conseiller du roi, procureur au grenier de sel de Carrouges, avocat du Parlement, huissier,.

## Biographie
Après ses études à l’École normale supérieure, Paul-Amand Challemel-Lacour obtient la première place au concours d'agrégation de philosophie en 1849. Il enseigne la philosophie à Pau puis à Limoges, où il professe au lycée en 1851.
Ses opinions républicaines lui valent d’être arrêté en 1851 après le coup d'État de Napoléon III. Exilé au bout de quelques mois de détention, il voyage en Europe, donne des conférences en Belgique et devient professeur de littérature française à l’École polytechnique fédérale de Zurich en 1856.
Revenu en France après l’amnistie de 1859, son projet de cours sur l’histoire et l’art est immédiatement supprimé, puisqu'il y mettait de la critique sur l'empire  et il est obligé de vivre de sa plume en contribuant de façon régulière à des périodiques. Il assure la critique littéraire du Temps, gère la Revue des Deux Mondes et dirige la Revue politique.

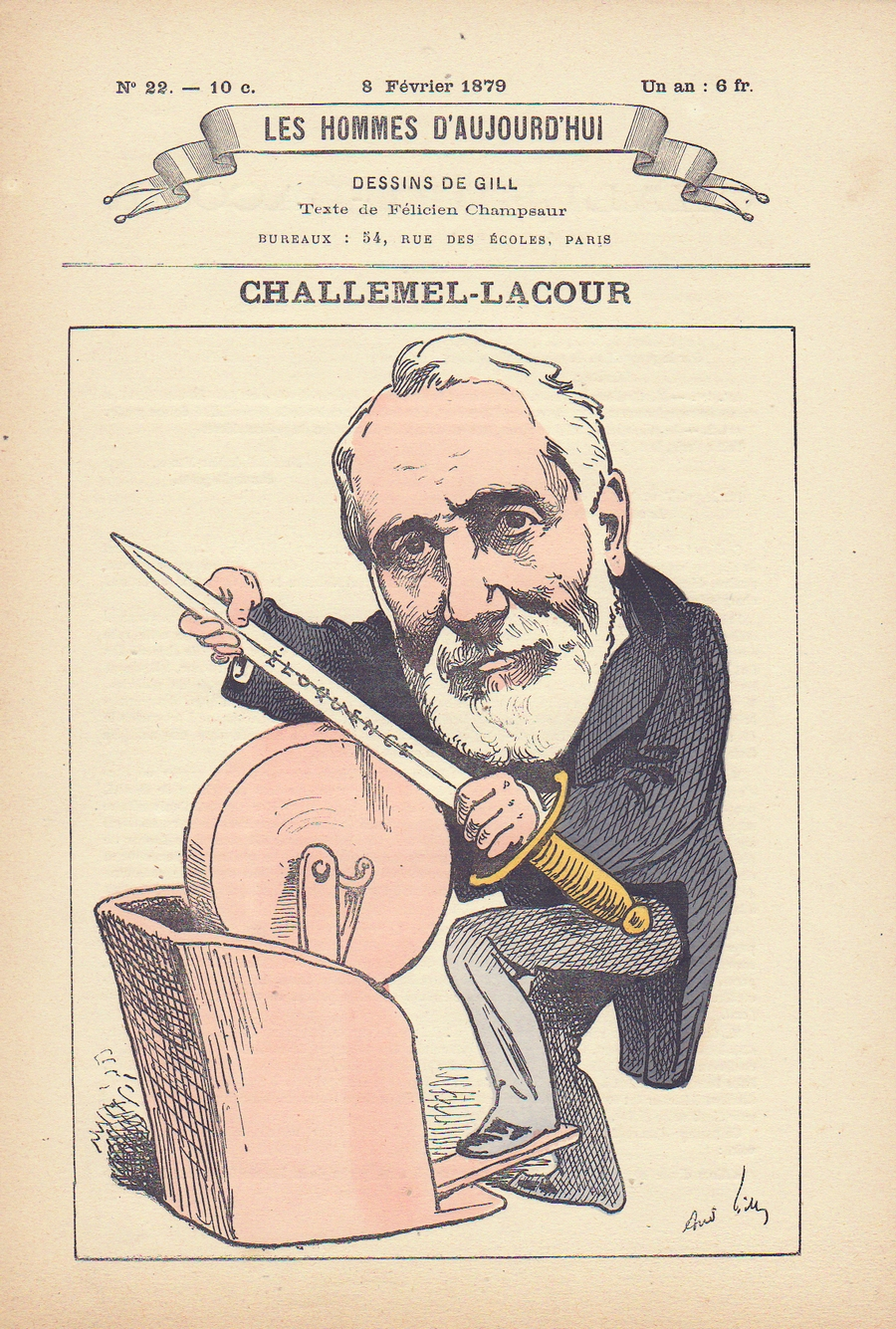
Caricature de Challemel-Lacour par André Gill (1879), Les Hommes d'aujourd'hui no 22.

En 1866, Jean Macé crée la Ligue de l'Enseignement, dont le but principal est la promotion de l'idée d'une école laïque, obligatoire et gratuite. La question de l'école bénéficie du crédit de Challemel-Lacour et d'autres personnalités, comme Jules Ferry, Henri Brisson, Littré, Charles Renouvier, comme lui tous francs-maçons.
Nommé préfet du Rhône à la chute du Second Empire en septembre 1870 par le gouvernement de la Défense nationale, il doit réprimer le soulèvement révolutionnaire à Lyon. Le 6 septembre, à son arrivée, il doit se contenter du titre de "délégué du gouvernement de Paris auprès du gouvernement de Lyon". Après avoir été longuement questionné, il est provisoirement démis de ses fonctions et de son titre et est fait prisonnier à l'Hôtel de Ville de Lyon par le Comité de salut public de Lyon en tant que "citoyen délégué". Personne ne pouvait lui rendre visite sans accord explicite du Comité. Une fois un peu plus libre de ses mouvements - il ne pouvait sortir que grâce à un laisser-passer - il réussit timidement à exercer son rôle premier en se faisant des amis parmi les membres du Comité, tels que Varambon ou Andrieux.
Lors de l'insurrection populaire du 28 septembre menée par les deux comités révolutionnaires de Lyon et poussée par des meneurs de l'Association Internationale des Travailleurs, notamment Mikhail Bakounine, une foule immense se masse devant l'hôtel de ville et prend possession des lieux, où Challemel-Lacour se retrouve enfermé, prisonnier dans son cabinet de travail. Il reçoit le général Cluseret, tout juste acclamé par la foule, responsable des forces militaires, qui souhaite convenir d'un compromis. Perdant son sang-froid, Challemel-Lacour le renvoie sèchement en lui disant "Je ne vous connais pas, Monsieur, et n'ai pas de propositions à recevoir de vous". Finalement les meneurs révolutionnaires sont dispersés, grâce au maire de la ville Jacques-Louis Hénon et à la garde nationale venue de la Croix-Rousse. Challemel-Lacour est finalement acclamé par la foule.
Le 1er octobre, suivant les ordres du Gouvernement de la Défense nationale déplacé à Tours, il fait arrêter par des gardes nationaux et détenir, à la préfecture même, puis à la prison Saint-Joseph, le général Mazure (1802-1889) qui avait accompli sa carrière sous l'Empire (au cadre de réserve depuis 1867), qui avait été envoyé à Lyon pour prendre le commandement de la 19e division militaire, et qui le même jour était nommé commandant de la région de l'Ouest. Mazure sera libéré en octobre par l'intervention de Gambetta, chef du gouvernement provisoire.
L'expulsion, qu'il approuve le 27 septembre 1870, des Frères de la doctrine chrétienne de Caluire lui vaudra une condamnation, confirmée par la cour d'appel de Dijon en 1879, à leur verser 97 000 francs de dommages et intérêts,,.
Démissionnaire pour raison de santé le 5 février 1871, Gambetta proposera - vainement - à Georges Clemenceau, "républicain ardent, mais d'esprit conciliant et large" de quitter Paris pour lui succéder (Winock, Dictionnaire Clemenceau, 2017, p. 209); il sera élu à l’Assemblée nationale en janvier 1872 et, en 1876, au Sénat.
S'il siège d’abord à l’extrême gauche, son tempérament philosophique et critique s'accorde mal avec l’extrémisme français et son attitude envers les questions politiques se modifiera régulièrement jusqu’à en faire sur la fin de sa vie le premier représentant du républicanisme modéré. Du vivant de Gambetta, il est déjà l’un de ses plus ardents défenseurs et, un temps, rédacteur de son organe, la République française.
En 1879, il est nommé ambassadeur de France à Berne, puis à Londres en 1880. Peu "diplomate", il démissionne en 1882 et devient ministre des Affaires étrangères en février 1883 dans le cabinet de Jules Ferry, pour se retirer en novembre de la même année.

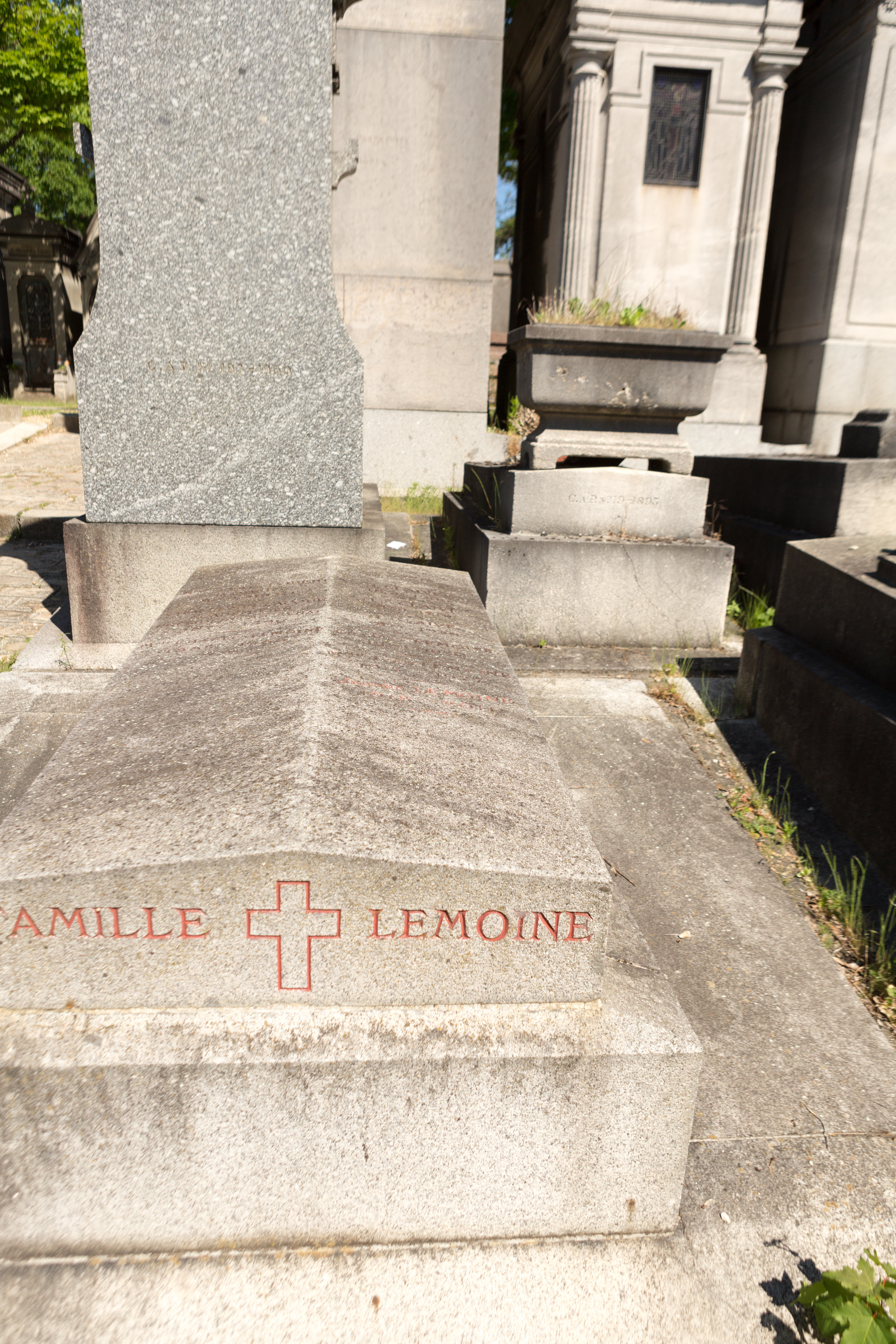
Sa tombe au cimetière du Père-Lachaise.

Il est vrai qu'avec les républicains modérés ou Opportunistes, il trouva dans l'exercice du pouvoir un intérêt concret que l'Extrême-Gauche ne lui offrait pas, car avec Gambetta, Jules Ferry et quelques autres, il trempa dans la spéculation sur "l’affaire tunisienne".
Depuis 1874, Gambetta faisait adresser au journal la République française (dont Challemel-Lacour était l’un des principaux rédacteurs) des correspondances de Tunis qui avaient pour but de déprécier les obligations de la dette tunisienne. Il s’agissait ensuite de s’emparer de la Tunisie, et y imposer l’ordre français de sorte que, par une confiance restaurée, les obligations remonteraient, permettant aux spéculateurs avertis une  plus-value qu’ils partageraient avec leurs amis politiques. Cela explique, fait inouï, que la conquête de la Tunisie ait été décidée par quelques ministres, sans discussion parlementaire. À partir de 1879, le ministère de la guerre fit état de brèves incursions que la France devait faire sur la frontière tunisienne pour réprimer les tribus pillardes ; durant deux ans, on parla de simples opérations de gendarmerie en bordure de l’Algérie, et en mai 1881, on apprit avec stupéfaction que le général Bréart, poussant une pointe sur Tunis, avait donné trois heures au bey, le sabre au poing, pour signer le traité de Kasr-Saïd, qui livrait la Tunisie à la France.
Georges Clemenceau, dans un discours du 9 novembre 1881, leva un coin du voile sur la manière dont les responsables politiques opéraient des conquêtes coloniales pour placer parents et amis, et pour spéculer en se servant de décisions prises sous couvert de l’intérêt public. Trois grands montages distincts, depuis 1877, en témoignaient : l'affaire de la compagnie de Bône-Guelma, l'affaire du domaine de l'Enfida, et l'affaire du Crédit foncier agricole. Jules Ferry interrompit Clemenceau pour dire : « Ce n'est pas un crime, je pense, de vouloir gagner de l'argent », mais le 9 novembre 1881, il dut présenter sa démission.
Pendant ce temps, Henri Rochefort se saisit du sujet de la spéculation sur la dette tunisienne, et écrivit dans L’Intransigeant une série d'articles dont le premier parut le 27 septembre 1881 (le Secret de l'affaire tunisienne). Le pouvoir poursuivit Rochefort, qui fut acquitté par un jury populaire. L’extrême-gauche, au vu des révélations faites par Rochefort, s’indigna, criant au dévoiement de la jeune République. Parlant des obligations tunisiennes, principal objet de spéculation, Louis Fiaux écrit peu après les faits : « Rochefort les avait déterrées : il en barbouilla la face de Gambetta, de Challemel-Lacour. Il montra, avec cette audace, qui avait fait trembler les Tuileries et Napoléon III, « la grande flibuste » parisienne et gouvernementale, formant une association dans le but de faire tomber, au prix du papier, les obligations de la dette tunisienne, les rachetant à vil prix et manœuvrant de façon à les faire garantir par la France, maîtresse de la Tunisie. Une banque, la Banque franco-égyptienne, dont le directeur était feu Lévy-Crémieu, auquel Gambetta avait affermé le bulletin financier de la République française, s'était distinguée dans le rachat des fameuses obligations. Un des administrateurs de cette banque était le propre frère du président du cabinet du 23 septembre 1880, M. Charles Ferry. C'est en de telles mains qu'était tombée la République ! » (L. Fiaux, Un malfaiteur public : Jules Ferry, Paris 1886, p. 112 s.).
L'éloquence claire et raisonnée de Challemel-Lacour l’a placé en tête des orateurs français de son époque. Élu vice-président du Sénat en 1890, il succède à Jules Ferry au fauteuil de président du 27 mars 1893 au 16 janvier 1896, où il se distingue par la vigueur avec laquelle il soutient le Sénat contre les empiètements de la Chambre avant que sa santé chancelante ne le force à démissionner en 1896, remplacé ensuite par Émile Loubet.
Élu à l’Académie française en 1893, il a, outre ses propres ouvrages dont certains ont été traduits en allemand et en turc, effectué lui-même des traductions et procédé à la publication des œuvres de Louise d'Épinay en 1869.
Il meurt à son domicile, 9 rue de la Trémoille dans le 8e arrondissement de Paris.
Il est inhumé au cimetière du Père-Lachaise (96e division).

## Hommages
Des rues et un collège Challemel-Lacour sont baptisés en son honneur à Avranches, Lyon et Saint-Étienne.

## Œuvres
- La Philosophie individualiste ; étude sur Guillaume de Humboldt, Paris, Éd. Germer Baillière, coll. «Bibliothèque de philosophie contemporaine», 1864
- Le Salon de 1866, Paris, 1866
- Un bouddhiste contemporain en Allemagne, Arthur Schopenhauer, Paris, Bureau de la Revue des Deux Mondes, 1870
- Œuvres oratoires, Paris, C. Delegrave, 1897
- Études et réflexions d’un pessimiste, Paris, E. Fasquelle, 1901

## Traductions
- Heinrich Ritter, Histoire de la philosophie moderne, traduction française de l’allemand précédée d’une introduction par P. Challemel-Lacour, Paris, Ladrange, 1861
- Richard Wagner, Quatre Poèmes d’opéras, traduction anonyme de Paul-Amand Challemel-Lacour, 1861
- Giacomo Leopardi, Paradoxes philosophiques, traduits de l’italien par Paul-Amand Challemel-Lacour avec une préface, Paris, Champion, 1914

## Éditions
- Louise Florence Pétronille Tardieu d’Esclavelles d’Épinay, Lettres à mon fils, Éd. par Paul-Armand Challemel-Lacour, Paris, A. Sauton, 1869